# 캅카스 전쟁
캅카스 전쟁(러시아어: Кавказская война, 영어: Caucasian War)은 19세기 중에 러시아 제국이 캅카스 지역을 정복하면서 발생한 러시아 제국과 다양한 캅카스 토착 민족 간의 무력 충돌이었다. 영토를 확장하려던 차르의 바람에 따라 러시아 제국군과 코사크 정착민들이 일련의 군사작전들을 벌여 아디게인, 아바자인, 압하스인, 우비흐인, 체첸인, 다게스탄인 등과 싸워 몰아내거나 학살하거나 복속시키는 형태로 이루어졌다.
러시아 측이 캅카스 중앙 지역의 그루지야 군도(Военно-Грузинская дорога)를 장악함에 따라 캅카스 전쟁은 크게 서쪽에서 일어나는 러시아-체르케스 전쟁과 동쪽에서 일어나는 러시아의 체첸-다게스탄 정복으로 분리되었다. 한편 19세기 동안 캅카스의 다른 지역(오늘날의 조지아 동부, 다게스탄 남부, 아르메니아, 아제르바이잔 영토)도 러시아 제국에 편입되었는데, 이는 동 세기에 여러 차례에 걸쳐 러시아가 이란 카자르 왕조와의 러시아-페르시아 전쟁의 결과로 획득한 것이다. 또한 비슷한 시기 러시아는 오스만 제국으로부터 조지아 서부 지역을 빼앗는 데에도 성공했다.

## 같이 보기
- 러시아-페르시아 전쟁
- 러시아-튀르크 전쟁